# Wouter Vandenabeele
Wouter Vandenabeele (Lokeren, 1970) is een Belgisch violist, componist en arrangeur.

## Biografie
Tijdens de jaren 1980 was de jonge Wouter een klassiek geschoold violist die onder meer De vier jaargetijden van Antonio Vivaldi in zijn repertoire had. Zijn passie voor Ierse folk bloeide open na omstreeks 1990 bij zijn klasgenoot en drinkebroer Hans Baeté in zijn geboortestad Lokeren een B-kantje van een single van The Pogues te hebben beluisterd (The Limerick Rake). In 1992 maakte Wouter kennis met Ierse jamsessies in zowel pubs als keukens tijdens een bezoek aan de Willie Clancy Summer School in het Ierse Milltown Malbay. Hij zette zijn opleiding tot burgerlijk ingenieur aan de Universiteit Gent definitief stop om zich volledig aan de muziek te wijden, te beginnen als straatmuzikant in Gent. In deze Belgische stad nam hij deel aan jamsessies in café Den Hemel aan de Muinkkaai, onderdeel van de lokale folkscene. Verder bezocht hij sessies tijdens een festival voor instrumentenbouwers in het Franse Saint-Chartier en muzikale summer schools in Neufchâteau en Gooik. 
Eveneens tijdens de jaren 1990 speelde Wouter viool in tal van Belgische folkgroepjes, waaronder The McGuinnes Brothers, met de in Gent verzeilde Engelse muzikale duizendpoot G.T. Moore. Wat later was hij violist bij Dearest Companion, een eclectische folkgroep met onder meer Tom Theuns, David Bovée en - violist bij Die Anarchistische Abendunterhaltung - Buni Lenski. Wouter Vandenabeele werd echter vooral bekend door de folkgroep Ambrozijn die hij samen met Wim Claeys en Tom Theuns oprichtte in 1996. Wouter stond tevens aan de wieg van de "wereld-bigband" Olla Vogala. Van laatstgenoemde, waarvan de eerste plaat verscheen in 1998, neemt Wouter nog steeds de leiding op zich. Verder ontfermde hij zich over allerlei muzikale projecten in het buitenland, zoals in Griekenland, Hongarije, Senegal, Zuid-Afrika, Taiwan en China.
Op 1 januari 2007 verscheen de eerste soloplaat van Wouter Vandenabeele: Chansons Sans Paroles (Homerecords). Hierbij werd Wouter op viool vergezeld door Arne Van Dongen (vioolbas), Anne Niepold (accordeon) en Soetkin Baptist (zang). In 2011 volgden Chansons pour la fin d'un jour, in 2015 Chansons pour le temps qui reste en in 2021 - in samenwerking met Tom Theuns - Chansons pour les oiseaux qui ne savent pas voler.
Sinds 2007 is Wouter Vandenabeele dirigent van het jongerenorkest Transpiradansa!. Een "wereldorkest" dat bestaat uit vele talentvolle jongeren met een gemiddelde leeftijd van 20 jaar. Ze spelen dansmuziek met strijkers, hout- en koperblazers, accordeons, harp, een stevige ritmesectie en twee zangeressen.
Wouter Vandenabeele werkte in 2009 samen met de koraspeler Bao Sissoko voor een project van de West-Afrikaanse violist Issa Sow. Omdat de klanken van viool en kora zo goed samensmelten, besloten Sissoko en Vandenabeele een reeks duo-concerten te geven. In 2013 startten ze een project met de griot-zangeres Mamy Kanouté (Dakar, Senegal), een van de zangeressen van Baaba Maal. De cd werd opgenomen in Dakar met leden van de families Sissoko en Kanouté, die het album verrijkten met balafoon, kora, gitaar en zang. Het in Luik afgewerkte resultaat is een selectie van composities en traditionals waarbij de klassieke griot-muziek wordt vermengd met arrangementen voor strijkers en saxofonisten.
In 2012 ontstond op initiatief van Vandenabeele The Ghent Folk Violin Project. GFVP vermengt traditionele melodieën met nieuwe composities, met de viool in de hoofdrol. De violistes hebben elk hun eigen achtergrond en stijl: Lotte Remmen is actief in de klassieke muziek, Naomi Vercauteren verdiept zich in de folk en barok en Anouk Sanczuk zorgt voor een vleugje jazz. Zangeres Hanneke Oosterlijnck interpreteert oude teksten. Het geheel wordt begeleid door Jeroen Knapen op gitaar.

## Discografie

### Ambrozijn
- Ambrozijn (Wild Boar Music, 1998)
- Naradie  (Virgin, 2000)
- Kabonka (Wild Boar Music, 2002)
- De Hertog van Brunswyk, samen met Paul Rans (Eufoda, 2003)
- Botsjeribo (Kloef Music, 2004)
- Krakalin  (Homerecords, 2006)
- 10 jaar and Strings (live) (Homerecords, 2007)

### Olla Vogala
- Olla Vogala (live) (Map Records, 1998)
- Gnanomo  (Zoku-EMI, 1999)
- Fantoom (Zoku-EMI, 2001)
- Lijf (single) (Zoku-EMI, 2003)
- Siyabonga (Zoku-EMI, 2004)
- Marcel (Homerecords, 2008)
- Live in de Sint-Baafsabdij (Homerecords, 2013)

### Transpiradansa!
- Transpiradansa! (Appel Records, 2007)
- Granuba (Appel Records, 2009)

### Solo
- Chansons sans paroles, met Arne Van Dongen, Anne Niepold en Soetkin Baptist (Homerecords, 2007)
- Chansons pour la fin d'un jour, met Emre Gültekin, Ertan Tekin en Joris Vanvinckenroye (Homerecords, 2011)
- Chansons pour le temps qui reste, met Erno Nossent, Lode Vercampt en Sara Salvérius (Homerecords, 2015)

### Wouter Vandenabeele en Tom Theuns
- Chansons pour les oiseaux qui ne savent pas voler, met Tom Theuns, Aurélie Dorzée en Bao Sissoko (Homerecords, 2021)[4]

### La Musique d'Issa Sow
- Doumale (Homerecords, 2009)

### de Gent Folk Violin Project
- Tatoeage (Homerecords, 2013)

### Mamy Kanouté
- Mousso Lou (Homerecords, 2014)